# Temporada 2021 del Campeonato Mundial de Supersport 300
La Temporada 2021 del Campeonato Mundial de Supersport 300 fue la quinta temporada del Campeonato Mundial de Supersport 300. La temporada comenzó con una fecha doble en el MotorLand Aragón el fin de semana del 22 al 23 de mayo y terminó en el Autódromo Internacional do Algarve el fin de semana del 2 al 3 de octubre.

## Calendario y resultados
| Calendario 2021 | Calendario 2021 | Calendario 2021 | Calendario 2021                       | Calendario 2021  | Calendario 2021   | Calendario 2021  | Calendario 2021   | Calendario 2021                          |
| Ronda           | Ronda           | País            | Circuito                              | Fecha            | Superpole         | Vuelta Rápida    | Piloto Ganador    | Equipo ganador                           |
| --------------- | --------------- | --------------- | ------------------------------------- | ---------------- | ----------------- | ---------------- | ----------------- | ---------------------------------------- |
| 1               | R1              | España          | MotorLand Aragón                      | 22 de mayo       | Ton Kawakami      | Ana Carrasco     | Adrián Huertas    | MTM Kawasaki                             |
| 1               | R2              | España          | MotorLand Aragón                      | 23 de mayo       | Ton Kawakami      | Meikon Kawakami  | Tom Booth-Amos    | Fusport – RT Motorsports by SKM Kawasaki |
| 2               | R1              | Italia          | Misano World Circuit Marco Simoncelli | 12 de junio      | Bahattin Sofuoğlu | Ana Carrasco     | Adrián Huertas    | MTM Kawasaki                             |
| 2               | R2              | Italia          | Misano World Circuit Marco Simoncelli | 13 de junio      | Bahattin Sofuoğlu | Unai Orradre     | Ana Carrasco      | Kawasaki Provec WorldSSP300              |
| 3               | R1              | Países Bajos    | TT Circuit Assen                      | 24 de julio      | Victor Steeman    | Meikon Kawakami  | Adrián Huertas    | MTM Kawasaki                             |
| 3               | R2              | Países Bajos    | TT Circuit Assen                      | 25 de julio      | Victor Steeman    | Koen Meuffels    | Tom Booth-Amos    | Fusport – RT Motorsports by SKM Kawasaki |
| 4               | R1              | República Checa | Autodrom Most                         | 7 de agosto      | Victor Steeman    | Adrián Huertas   | Victor Steeman    | Freudenberg KTM WorldSSP Team            |
| 4               | R2              | República Checa | Autodrom Most                         | 8 de agosto      | Victor Steeman    | Tom Booth-Amos   | Jeffrey Buis      | MTM Kawasaki                             |
| 5               | R1              | Francia         | Circuito de Nevers Magny-Cours        | 4 de septiembre  | Adrián Huertas    | Tom Booth-Amos   | Adrián Huertas    | MTM Kawasaki                             |
| 5               | R2              | Francia         | Circuito de Nevers Magny-Cours        | 5 de septiembre  | Adrián Huertas    | Jeffrey Buis     | Adrián Huertas    | MTM Kawasaki                             |
| 6               | R1              | España          | Circuito de Barcelona-Cataluña        | 18 de septiembre | Iñigo Iglesias    | Dean Berta       | Jeffrey Buis      | MTM Kawasaki                             |
| 6               | R2              | España          | Circuito de Barcelona-Cataluña        | 19 de septiembre | Iñigo Iglesias    | Álvaro Díaz      | Bahattin Sofuoğlu | Biblion Yamaha Motoxracing               |
| 7               | R1              | España          | Circuito de Jerez                     | 25 de septiembre | Adrián Huertas    | Alessandro Zanca | Jeffrey Buis      | MTM Kawasaki                             |
| 7               | R2              | España          | Circuito de Jerez                     | 26 de septiembre | Adrián Huertas    | Facundo Llambías | Bahattin Sofuoğlu | Biblion Yamaha Motoxracing               |
| 8               | R1              | Portugal        | Autódromo Internacional do Algarve    | 2 de octubre     | Adrián Huertas    | Dirk Geiger      | Samuel Di Sora    | Leader Team Flembbo                      |
| 8               | R2              | Portugal        | Autódromo Internacional do Algarve    | 3 de octubre     | Adrián Huertas    | Ruben Bijman     | Adrián Huertas    | MTM Kawasaki                             |

## Equipos y pilotos
| Parrilla 2021                            | Parrilla 2021 | Parrilla 2021 | Parrilla 2021 | Parrilla 2021            | Parrilla 2021 |
| Equipo                                   | Constructor   | Moto          | No.           | Piloto                   | Rondas        |
| ---------------------------------------- | ------------- | ------------- | ------------- | ------------------------ | ------------- |
| MTM Kawasaki                             | Kawasaki      | Ninja 400     | 1             | Jeffrey Buis             | Todas         |
| MTM Kawasaki                             | Kawasaki      | Ninja 400     | 17            | Koen Meuffels            | Todas         |
| MTM Kawasaki                             | Kawasaki      | Ninja 400     | 61            | Yuta Okaya               | Todas         |
| MTM Kawasaki                             | Kawasaki      | Ninja 400     | 99            | Adrián Huertas           | Todas         |
| Kawasaki GP Project                      | Kawasaki      | Ninja 400     | 2             | Alejandro Carrión        | 1–7           |
| Kawasaki GP Project                      | Kawasaki      | Ninja 400     | 27            | Alejandro Díez           | 1–2           |
| Kawasaki GP Project                      | Kawasaki      | Ninja 400     | 59            | Alessandro Zanca         | Todas         |
| Kawasaki GP Project                      | Kawasaki      | Ninja 400     | 65            | Máté Számadó             | 4             |
| Kawasaki GP Project                      | Kawasaki      | Ninja 400     | 85            | Kevin Sabatucci          | 5–8           |
| Kawasaki GP Project                      | Kawasaki      | Ninja 400     | 98            | Álex Millán              | 1             |
| Molenaar Racing Team                     | KTM           | RC 390 R      | 4             | Sven Doornenbal          | 3             |
| Molenaar Racing Team                     | KTM           | RC 390 R      | 81            | Thom Molenaar            | 3             |
| Viñales Racing Team                      | Yamaha        | YZF-R3        | 5             | Twan Smits               | 3             |
| Viñales Racing Team                      | Yamaha        | YZF-R3        | 25            | Dean Berta Viñales       | 1–2, 4–7      |
| Viñales Racing Team                      | Yamaha        | YZF-R3        | 35            | Yeray Saiz               | 5–8           |
| Viñales Racing Team                      | Yamaha        | YZF-R3        | 76            | Julián Giral             | 1             |
| Viñales Racing Team                      | Yamaha        | YZF-R3        | 85            | Kevin Sabatucci          | 1–4           |
| Machado Came SBK                         | Yamaha        | YZF-R3        | 6             | Sara Sánchez             | 6             |
| Machado Came SBK                         | Yamaha        | YZF-R3        | 8             | Bruno Ieraci             | 1–3           |
| Machado Came SBK                         | Yamaha        | YZF-R3        | 19            | Víctor Rodríguez         | 7             |
| Machado Came SBK                         | Yamaha        | YZF-R3        | 21            | Vicente Pérez            | 1–5, 8        |
| Machado Came SBK                         | Yamaha        | YZF-R3        | 30            | Niccolò Lisci            | 4             |
| Machado Came SBK                         | Yamaha        | YZF-R3        | 77            | Ruben Bijman             | Todas         |
| Machado Came SBK                         | Yamaha        | YZF-R3        | 79            | Adrien Quinet            | 5             |
| Machado Came SBK                         | Yamaha        | YZF-R3        | 94            | Facundo Llambías         | 6–8           |
| Outdo TPR Team Pedercini Racing          | Kawasaki      | Ninja 400     | 7             | Johan Gimbert            | Todas         |
| Prodina Team WorldSSP300                 | Kawasaki      | Ninja 400     | 8             | Bruno Ieraci             | 7–8           |
| Prodina Team WorldSSP300                 | Kawasaki      | Ninja 400     | 41            | Marc García              | 5–8           |
| Prodina Team WorldSSP300                 | Kawasaki      | Ninja 400     | 48            | Thomas Brianti           | 1–4           |
| Prodina Team WorldSSP300                 | Kawasaki      | Ninja 400     | 64            | Hugo De Cancellis        | 1–6           |
| Prodina Team WorldSSP300                 | Kawasaki      | Ninja 400     | 84            | Mika Pérez               | 6             |
| GP3 by Pa.Sa.Ma.                         | Kawasaki      | Ninja 400     | 9             | Isis Carreño             | 2             |
| Yamaha MS Racing                         | Yamaha        | YZF-R3        | 10            | Unai Orradre             | 1–4           |
| Yamaha MS Racing                         | Yamaha        | YZF-R3        | 28            | Yeray Ruiz               | 5–8           |
| Yamaha MS Racing                         | Yamaha        | YZF-R3        | 70            | Miguel Santiago Duarte   | Todas         |
| Kawasaki Provec WorldSSP300              | Kawasaki      | Ninja 400     | 11            | Ana Carrasco             | Todas         |
| Genius Racing Team                       | Kawasaki      | Ninja 400     | 12            | Filip Feigl              | 4             |
| Arco–Motor University Team               | Yamaha        | YZF-R3        | 13            | Álvaro Díaz              | 6–7           |
| Team#109 Kawasaki                        | Kawasaki      | Ninja 400     | 14            | James McManus            | 1–4           |
| Team#109 Kawasaki                        | Kawasaki      | Ninja 400     | 88            | Daniel Mogeda            | 5–8           |
| Team Trasimeno                           | Yamaha        | YZF-R3        | 15            | Alfonso Coppola          | 2–8           |
| Team Trasimeno                           | Yamaha        | YZF-R3        | 16            | Beatriz Neila            | 1             |
| SMW Racing                               | Kawasaki      | Ninja 400     | 18            | Indy Offer               | 1–3, 5–8      |
| SMW Racing                               | Kawasaki      | Ninja 400     | 22            | Joel Romero              | Todas         |
| SMW Racing                               | Kawasaki      | Ninja 400     | 33            | Óscar Núñez              | 4             |
| SMW Racing                               | Kawasaki      | Ninja 400     | 58            | Iñigo Iglesias           | Todas         |
| Accolade Smrž Racing                     | Kawasaki      | Ninja 400     | 19            | Víctor Rodríguez         | 1–6           |
| Accolade Smrž Racing                     | Kawasaki      | Ninja 400     | 56            | Jonáš Kocourek           | 7–8           |
| Accolade Smrž Racing                     | Kawasaki      | Ninja 400     | 73            | José Luis Pérez González | Todas         |
| Fusport – RT Motorsports by SKM Kawasaki | Kawasaki      | Ninja 400     | 20            | Dorren Loureiro          | 1–7           |
| Fusport – RT Motorsports by SKM Kawasaki | Kawasaki      | Ninja 400     | 43            | Harry Khouri             | Todas         |
| Fusport – RT Motorsports by SKM Kawasaki | Kawasaki      | Ninja 400     | 60            | Dirk Geiger              | 8             |
| Fusport – RT Motorsports by SKM Kawasaki | Kawasaki      | Ninja 400     | 69            | Tom Booth-Amos           | 1–6, 8        |
| Leader Team Flembbo                      | Kawasaki      | Ninja 400     | 23            | Sylvain Markarian        | Todas         |
| Leader Team Flembbo                      | Kawasaki      | Ninja 400     | 46            | Samuel Di Sora           | Todas         |
| Team BRcorse                             | Yamaha        | YZF-R3        | 26            | Mirko Gennai             | Todas         |
| Quaresma Racing                          | Kawasaki      | Ninja 400     | 32            | Tomás Alonso             | 8             |
| GoEleven                                 | Kawasaki      | Ninja 400     | 36            | Stefano Raineri          | 1             |
| 2R Racing                                | Kawasaki      | Ninja 400     | 41            | Marc García              | 1–2           |
| 2R Racing                                | Kawasaki      | Ninja 400     | 44            | Christian Stange         | 3–5           |
| 2R Racing                                | Kawasaki      | Ninja 400     | 45            | Luca de Vleeschauwer     | 6             |
| 2R Racing                                | Kawasaki      | Ninja 400     | 98            | Álex Millán              | 7–8           |
| AC Racing                                | Kawasaki      | Ninja 400     | 47            | Matyáš Červenka          | 4             |
| Movisio by MIE                           | Kawasaki      | Ninja 400     | 52            | Oliver König             | Todas         |
| WRP Wepol Racing                         | Yamaha        | YZF-R3        | 53            | Petr Svoboda             | Todas         |
| Biblion Yamaha Motoxracing               | Yamaha        | YZF-R3        | 54            | Bahattin Sofuoğlu        | Todas         |
| Biblion Yamaha Motoxracing               | Yamaha        | YZF-R3        | 93            | Marco Gaggi              | Todas         |
| Chiodo Moto Racing                       | Kawasaki      | Ninja 400     | 55            | Antonio Frappola         | Todas         |
| Alexy Moto Racing                        | Yamaha        | YZF-R3        | 62            | Alexy Negrier            | 5             |
| PMT Evolution                            | Kawasaki      | Ninja 400     | 63            | Diego Poncet             | 5             |
| Speed Master Racing Team                 | Kawasaki      | Ninja 400     | 66            | Dinis Borges             | 8             |
| Freudenberg KTM WorldSSP Team            | KTM           | RC 390 R      | 72            | Victor Steeman           | Todas         |
| Freudenberg KTM WorldSSP Team            | KTM           | RC 390 R      | 82            | Lennox Lehmann           | 6             |
| ProGP Racing                             | Yamaha        | YZF-R3        | 80            | Gabriele Mastroluca      | Todas         |
| ProGP Racing                             | Yamaha        | YZF-R3        | 97            | Filippo Palazzi          | Todas         |
| AD78 Team Brasil by MS Racing            | Yamaha        | YZF-R3        | 83            | Meikon Kawakami          | Todas         |
| AD78 Team Brasil by MS Racing            | Yamaha        | YZF-R3        | 87            | Ton Kawakami             | Todas         |

| Leyenda             | Leyenda |
| ------------------- | ------- |
| Piloto titular      |         |
| Piloto invitado     |         |
| Piloto de reemplazo |         |

- Todos los equipos usan neumáticos Pirelli.

## Resultados

### Campeonato de Pilotos
| Pos. | Piloto                   | Moto     | ARA | ARA | MIS | MIS | ASS | ASS | MOS | MOS | MAG | MAG | BAR | BAR | JER | JER | POR | POR | Pts. |
| ---- | ------------------------ | -------- | --- | --- | --- | --- | --- | --- | --- | --- | --- | --- | --- | --- | --- | --- | --- | --- | ---- |
| 1    | Adrián Huertas           | Kawasaki | 1   | 3   | 1   | 10  | 1   | 5   | 6   | 5   | 1   | 1   | 7   | 4   | 7   | Ret | 2   | 1   | 255  |
| 2    | Tom Booth-Amos           | Kawasaki | 2   | 1   | 2   | 17  | Ret | 1   | 8   | 2   | 2   | 2   | Ret | DNS |     |     | 5   | 2   | 189  |
| 3    | Jeffrey Buis             | Kawasaki | 6   | 12  | 28  | 7   | 3   | 4   | 7   | 1   | 25  | 3   | 1   | 7   | 1   | 4   | Ret | 28  | 174  |
| 4    | Samuel Di Sora           | Kawasaki | 5   | 8   | Ret | 3   | 4   | 3   | 4   | Ret | 3   | 12  | Ret | 3   | 6   | Ret | 1   | Ret | 148  |
| 5    | Yuta Okaya               | Kawasaki | 3   | 4   | 4   | Ret | Ret | 6   | 11  | Ret | Ret | 5   | 8   | 5   | 8   | 3   | 3   | 4   | 140  |
| 6    | Bahattin Sofuoğlu        | Yamaha   | NC  | Ret | Ret | 6   | 5   | 32  | 5   | Ret | Ret | Ret | 2   | 1   | 3   | 1   | 4   | 17  | 131  |
| 7    | Iñigo Iglesias           | Kawasaki | 14  | 16  | 18  | Ret | Ret | 20  | 29  | 19  | 6   | 8   | 6   | 10  | 2   | 2   | 7   | 3   | 101  |
| 8    | Meikon Kawakami          | Yamaha   | 27  | 10  | 5   | 2   | Ret | 10  | 18  | Ret | 11  | Ret | 4   | 8   | 4   | 7   | 9   | 13  | 101  |
| 9    | Koen Meuffels            | Kawasaki | 8   | Ret | 11  | 12  | 2   | 9   | 14  | 8   | 12  | Ret | 13  | 18  | 14  | 12  | 8   | 6   | 85   |
| 10   | Victor Steeman           | KTM      | 26  | 18  | 14  | 9   | 8   | 8   | 1   | 4   | 8   | 13  | Ret | 25  | 11  | 19  | 29  | 14  | 81   |
| 11   | Oliver König             | Kawasaki | 38  | 29  | 24  | 8   | 13  | 23  | 3   | 6   | 21  | 22  | Ret | 13  | 10  | 11  | 12  | 7   | 64   |
| 12   | Hugo De Cancellis        | Kawasaki | 12  | 7   | 3   | Ret | Ret | 2   | 9   | 10  | Ret | Ret | WD  | WD  |     |     |     |     | 62   |
| 13   | Ton Kawakami             | Yamaha   | 7   | 6   | 12  | Ret | 9   | 14  | Ret | 14  | 9   | Ret | 3   | Ret | Ret | Ret | 16  | 19  | 57   |
| 14   | Alejandro Carrión        | Kawasaki | WD  | WD  | 27  | Ret | 11  | 16  | 2   | 3   | Ret | 20  | 10  | 9   | Ret | 22  |     |     | 54   |
| 15   | Mirko Gennai             | Yamaha   | 18  | 21  | 6   | 24  | Ret | 7   | 10  | 7   | 17  | 14  | Ret | Ret | 16  | 6   | 23  | 8   | 54   |
| 16   | Ana Carrasco             | Kawasaki | 11  | 5   | 15  | 1   | Ret | 15  | 24  | 21  | 13  | 11  | Ret | 29  | 20  | 18  | 15  | 21  | 52   |
| 17   | Dorren Loureiro          | Kawasaki | 15  | 11  | 16  | 5   | 7   | 11  | 19  | 17  | 4   | 9   | 26  | 17  | 18  | 16  |     |     | 51   |
| 18   | Gabriele Mastroluca      | Yamaha   | 16  | 22  | Ret | 4   | Ret | 12  | 21  | 11  | 7   | 6   | Ret | 14  | Ret | DNS | Ret | 11  | 48   |
| 19   | Álvaro Díaz              | Yamaha   |     |     |     |     |     |     |     |     |     |     | 5   | 2   | 5   | DSQ |     |     | 42   |
| 20   | Unai Orradre             | Yamaha   | 4   | 2   | Ret | 22  | 10  | 25  | Ret | Ret |     |     |     |     |     |     |     |     | 39   |
| 21   | Bruno Ieraci             | Yamaha   | 10  | 9   | 8   | Ret | Ret | DNS |     |     |     |     |     |     |     |     |     |     | 39   |
| 21   | Bruno Ieraci             | Kawasaki |     |     |     |     |     |     |     |     |     |     |     |     | 12  | 14  | 10  | 10  | 39   |
| 22   | Daniel Mogeda            | Kawasaki |     |     |     |     |     |     |     |     | 5   | 10  | 11  | 11  | Ret | DNS | Ret | DNS | 27   |
| 23   | Dean Berta Viñales       | Yamaha   | 29  | 27  | 25  | 20  |     |     | 20  | 16  | 15  | 4   | 14  | 6   | Ret | DNS |     |     | 26   |
| 24   | Marc García              | Kawasaki | 13  | 15  | 13  | Ret |     |     |     |     | 20  | 15  | 18  | Ret | 9   | 5   | 26  | 29  | 26   |
| 25   | José Luis Pérez González | Kawasaki | 19  | 13  | Ret | 11  | Ret | Ret | 12  | Ret | 10  | Ret | Ret | 16  | Ret | DNS | Ret | 9   | 25   |
| 26   | Yeray Ruiz               | Yamaha   |     |     |     |     |     |     |     |     | Ret | 7   | 9   | Ret | 31  | 10  | 19  | 15  | 23   |
| 27   | Kevin Sabatucci          | Yamaha   | 22  | Ret | 21  | Ret | 6   | 19  | 27  | Ret |     |     |     |     |     |     |     |     | 22   |
| 27   | Kevin Sabatucci          | Kawasaki |     |     |     |     |     |     |     |     | 19  | 17  | 19  | 22  | Ret | 13  | 11  | 12  | 22   |
| 28   | Dirk Geiger              | Kawasaki |     |     |     |     |     |     |     |     |     |     |     |     |     |     | 6   | 5   | 21   |
| 29   | Ruben Bijman             | Yamaha   | 23  | 17  | 20  | 15  | Ret | Ret | 13  | Ret | 14  | 16  | 16  | 12  | Ret | 8   | 13  | 32  | 21   |
| 30   | Víctor Rodríguez         | Kawasaki | Ret | Ret | 10  | Ret | 26  | 17  | 38  | 9   | Ret | 26  | 23  | 20  |     |     |     |     | 15   |
| 30   | Víctor Rodríguez         | Yamaha   |     |     |     |     |     |     |     |     |     |     |     |     | 15  | 15  |     |     | 15   |
| 31   | Harry Khouri             | Kawasaki | 9   | 28  | DNS | DNS | 12  | 31  | 22  | 15  | Ret | Ret | Ret | 15  | Ret | DNS | 24  | 18  | 13   |
| 32   | Filippo Palazzi          | Yamaha   | 25  | 19  | 9   | 13  | Ret | 30  | 30  | 23  | DNS | DNS | 30  | 27  | 24  | DNS | 27  | 30  | 10   |
| 33   | Vicente Pérez            | Yamaha   | 21  | Ret | 7   | Ret | Ret | Ret | Ret | Ret | Ret | Ret |     |     |     |     | DNS | DNS | 9    |
| 34   | Petr Svoboda             | Yamaha   | 30  | 20  | Ret | 19  | Ret | 13  | 16  | 12  | Ret | 18  | 15  | Ret | 23  | Ret | Ret | 22  | 8    |
| 35   | Facundo Llambías         | Yamaha   |     |     |     |     |     |     |     |     |     |     | 27  | 19  | 19  | 9   | Ret | DNS | 7    |
| 36   | Johan Gimbert            | Kawasaki | 28  | 26  | 23  | Ret | 15  | 18  | 23  | 22  | Ret | 23  | 12  | 23  | 21  | 20  | 17  | 23  | 5    |
| 37   | Alfonso Coppola          | Yamaha   |     |     | Ret | DNS | 14  | Ret | 28  | 25  | 29  | 24  | 25  | 26  | 26  | Ret | 14  | Ret | 4    |
| 38   | Alessandro Zanca         | Kawasaki | 17  | 23  | 22  | 16  | 16  | 22  | 26  | 18  | 16  | 19  | 22  | 28  | 13  | 17  | 18  | 20  | 3    |
| 39   | Óscar Núñez              | Kawasaki |     |     |     |     |     |     | Ret | 13  |     |     |     |     |     |     |     |     | 3    |
| 40   | Thomas Brianti           | Kawasaki | Ret | 25  | 17  | 14  | Ret | 21  | 17  | 27  |     |     |     |     |     |     |     |     | 2    |
| 41   | Álex Millán              | Kawasaki | 20  | 14  |     |     |     |     |     |     |     |     |     |     | 17  | 23  | 20  | 16  | 2    |
| 42   | Christian Stange         | Kawasaki |     |     |     |     | Ret | Ret | 15  | Ret | 18  | 30  |     |     |     |     |     |     | 1    |
| 43   | Lennox Lehmann           | KTM      |     |     |     |     |     |     |     |     |     |     | 17  | 21  |     |     |     |     | 0    |
| 44   | Twan Smits               | Yamaha   |     |     |     |     | 17  | 26  |     |     |     |     |     |     |     |     |     |     | 0    |
| 45   | Sylvain Markarian        | Kawasaki | Ret | Ret | Ret | 18  | Ret | 24  | 25  | 28  | 23  | 21  | 24  | Ret | 27  | Ret | 25  | 25  | 0    |
| 46   | Sven Doornenbal          | KTM      |     |     |     |     | 18  | 28  |     |     |     |     |     |     |     |     |     |     | 0    |
| 47   | Marco Gaggi              | Yamaha   | 24  | 24  | 19  | Ret | 19  | 27  | 31  | 24  | 22  | Ret | 28  | 31  | 25  | 21  | 22  | 24  | 0    |
| 48   | Luca de Vleeschauwer     | Kawasaki |     |     |     |     |     |     |     |     |     |     | 20  | 24  |     |     |     |     | 0    |
| 49   | Thom Molenaar            | KTM      |     |     |     |     | 20  | 29  |     |     |     |     |     |     |     |     |     |     | 0    |
| 50   | Filip Feigl              | Kawasaki |     |     |     |     |     |     | 32  | 20  |     |     |     |     |     |     |     |     | 0    |
| 51   | Antonio Frappola         | Kawasaki | 35  | 32  | 26  | 21  | 22  | 37  | 33  | 26  | 28  | 29  | 29  | 33  | 29  | DNS | 31  | 33  | 0    |
| 52   | James McManus            | Kawasaki | 36  | 30  | 31  | 25  | 21  | 35  | 35  | 30  |     |     |     |     |     |     |     |     | 0    |
| 53   | Sara Sánchez             | Kawasaki |     |     |     |     |     |     |     |     |     |     | 21  | 30  |     |     |     |     | 0    |
| 54   | Tomás Alonso             | Kawasaki |     |     |     |     |     |     |     |     |     |     |     |     |     |     | 21  | 27  | 0    |
| 55   | Yeray Sáiz               | Yamaha   |     |     |     |     |     |     |     |     | 24  | 25  | 33  | 32  | 22  | DNS | 28  | 26  | 0    |
| 56   | Miguel Duarte            | Yamaha   | 37  | Ret | 32  | 23  | 25  | 36  | 37  | Ret |     |     | 35  | 35  | 32  | 27  | 32  | 36  | 0    |
| 57   | Indy Offer               | Kawasaki | Ret | 31  | 30  |     | 23  | 33  |     |     | 30  | 33  | 34  | 34  | 33  | 26  | Ret | DNS | 0    |
| 58   | Joel Romero              | Kawasaki | 34  | Ret | Ret | Ret | 24  | 34  | Ret | 31  | 31  | 31  | 31  | Ret | 30  | 25  | 33  | 35  | 0    |
| 59   | Jonas Kocourek           | Kawasaki |     |     |     |     |     |     |     |     |     |     |     |     | 28  | 24  | 30  | 34  | 0    |
| 60   | Alexy Negrier            | Yamaha   |     |     |     |     |     |     |     |     | 26  | 28  |     |     |     |     |     |     | 0    |
| 61   | Diego Poncet             | Kawasaki |     |     |     |     |     |     |     |     | 27  | 32  |     |     |     |     |     |     | 0    |
| 62   | Adrien Quinet            | Yamaha   |     |     |     |     |     |     |     |     | Ret | 27  |     |     |     |     |     |     | 0    |
| 63   | Alejandro Díez           | Kawasaki | 33  | 33  | 29  | Ret |     |     |     |     |     |     |     |     |     |     |     |     | 0    |
| 64   | Niccolo Lisci            | Yamaha   |     |     |     |     |     |     | 36  | 29  |     |     |     |     |     |     |     |     | 0    |
| 65   | Beatriz Neila            | Yamaha   | 31  | DNS |     |     |     |     |     |     |     |     |     |     |     |     |     |     | 0    |
| 66   | Dinis Borges             | Kawasaki |     |     |     |     |     |     |     |     |     |     |     |     |     |     | Ret | 31  | 0    |
| 67   | Mate Szamado             | Kawasaki |     |     |     |     |     |     | 33  | 32  |     |     |     |     |     |     |     |     | 0    |
| 68   | Mika Pérez               | Yamaha   |     |     |     |     |     |     |     |     |     |     | 32  | Ret |     |     |     |     | 0    |
| 69   | Stefano Raineri          | Kawasaki | 32  | Ret |     |     |     |     |     |     |     |     |     |     |     |     |     |     | 0    |
| 70   | Isis Carreño             | Kawasaki |     |     | 33  | Ret |     |     |     |     |     |     |     |     |     |     |     |     | 0    |
| 71   | Julián Giral             | Yamaha   | Ret | Ret |     |     |     |     |     |     |     |     |     |     |     |     |     |     | 0    |
| 72   | Matyas Cervenka          | Yamaha   |     |     |     |     |     |     | Ret | Ret |     |     |     |     |     |     |     |     | 0    |
| Pos. | Piloto                   | Moto     | ARA | ARA | MIS | MIS | ASS | ASS | MOS | MOS | MAG | MAG | BAR | BAR | JER | JER | POR | POR | Pts. |

| Color     | Resultado                                                               |
| --------- | ----------------------------------------------------------------------- |
| Oro       | Ganador                                                                 |
| Plata     | 2.ª plaza                                                               |
| Bronce    | 3.ª plaza                                                               |
| Verde     | Finalizó en los puntos                                                  |
| Azul      | Finalizó sin puntos                                                     |
| Azul      | NC - No clasificado                                                     |
| Violeta   | Ret - No terminó (Carrera)                                              |
| Rojo      | DNQ - No se clasificó                                                   |
| Negro     | DSQ - Descalificado                                                     |
| Blanco    | DNS - No empezó (carrera)                                               |
| Blanco    | WD - Retirado (fin de semana)                                           |
| Blanco    | C - Carrera cancelada                                                   |
| Sin color | DNP - Inscrito pero no participó                                        |
| Sin color | INJ - Lesionado                                                         |
| Sin color | EX - Excluido                                                           |
| Estado    | Resultado                                                               |
| Negrita   | Pole position                                                           |
| Cursiva   | Vuelta rápida                                                           |
| †         | Abandona, pero clasifica al completar el porcentaje requerido para ello |

### Campeonato de Constructores
| Pos. | Constructor | ARA | ARA | MIS | MIS | ASS | ASS | MOS | MOS | MAG | MAG | BAR | BAR | JER | JER | POR | POR | Pts. |
| ---- | ----------- | --- | --- | --- | --- | --- | --- | --- | --- | --- | --- | --- | --- | --- | --- | --- | --- | ---- |
| 1    | Kawasaki    | 1   | 1   | 1   | 1   | 1   | 1   | 2   | 1   | 1   | 1   | 1   | 3   | 1   | 2   | 1   | 1   | 381  |
| 2    | Yamaha      | 4   | 2   | 5   | 2   | 5   | 7   | 5   | 7   | 7   | 4   | 2   | 1   | 3   | 1   | 4   | 8   | 233  |
| 3    | KTM         | 26  | 18  | 14  | 9   | 8   | 8   | 1   | 4   | 8   | 13  | 17  | 21  | 11  | 19  | 29  | 14  | 81   |
| Pos. | Constructor | ARA | ARA | MIS | MIS | ASS | ASS | MOS | MOS | MAG | MAG | BAR | BAR | JER | JER | POR | POR | Pts. |